# 平房子镇
平房子镇，是中华人民共和国辽宁省朝阳市喀喇沁左翼蒙古族自治县下辖的一个乡镇级行政单位。

## 行政区划
平房子镇下辖以下地区：
平房子村、小营村、黄道营子村、三台村、周杖子村、三家村、桃花池村、山湾子村、马家窝铺村、双庙村、旧烧锅村、九佛堂村和北洞村。